# 密爾沃基工學院

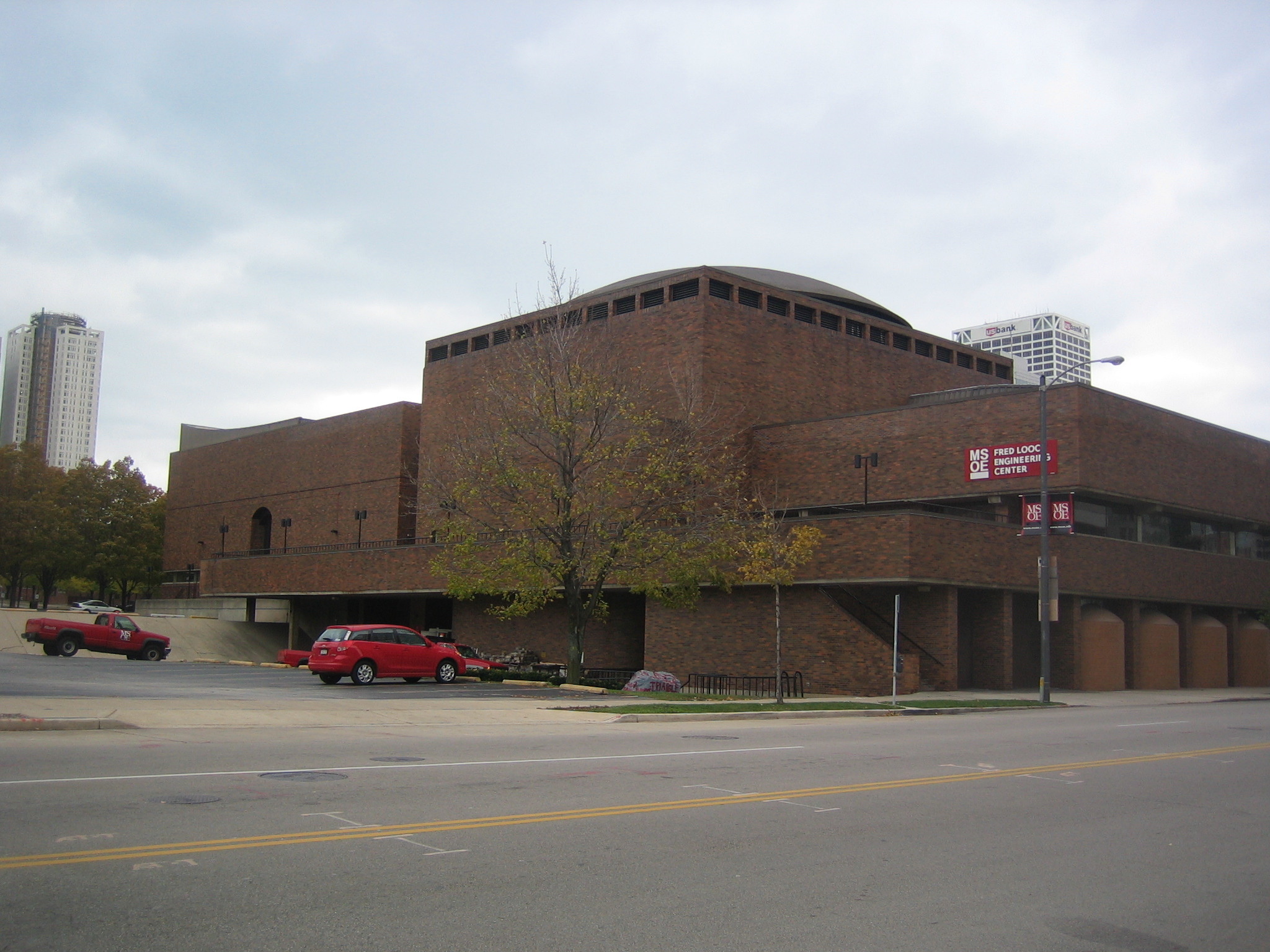
屬於該大學的“Fred Loock Engineering Center”

密爾沃基工學院（Milwaukee School of Engineering，縮寫：MSOE）是位於美國威斯康星州密爾沃基市中心的一所私立大学，成立於1903年。 2015年《美國新聞與世界報道》在“中西部地區大學”排名中將其列在第14位。

## 外部連結
- Official Website（页面存档备份，存于）
- Athletics Website（页面存档备份，存于）
- Rapid Prototyping Center（页面存档备份，存于）